# Aetalionidae
Aetalionidae (лат.) — семейство равнокрылых насекомых из надсемейства Membracoidea.

## Распространение
Юго-восточная Азия, Америка.

## Описание
Длина тела от 3 до 30 мм. Фронтоклипеус плоский или слегка выпуклый. Равнокрылые насекомые, сосущие соки растений. Часто устанавливают симбиотические отношения с муравьями, которых привлекает нектар. Голова уплощенная сверху. Задние ноги прыгательные.

## Систематика
3 рода. Ранее рассматривались как подсемейство Aetalioninae в составе Membracidae или даже в статусе трибы Aetalioniini в составе подсемейства Centrotinae.
- Род Aetalion Latreille, 1810 — 2 вида, Северная Америка
- Род Lophyraspis Stål, 1869
- Род Microcentrus Stål, 1869